# شيلا أودونيل
شيلا أودونيل (بالإنجليزية: Sheila O'Donnell)‏ (من مواليد 1953 في دبلن) وهي مهندسة معمارية. شاركت في تأسيس شراكة أودونيل وتومي في عام 1988.

## حياتها وتعليمها
تخرجت أودونيل من الهندسة المعمارية في كلية دبلن الجامعية عام 1976. في عام 1980، حصلت على درجة الماجستير في التصميم البيئي من الكلية الملكية للفنون وحصلت على جائزة أفضل طالب متخرج.

## عملها
بعد تخرجها من دبلن، عملت أودونيل لأول مرة لمدة 18 شهرًا مع جيمس ستيرلنغ كما عملت في التصميم التفصيلي لمعرض تيت كلوري غاليري في ميلبانك قبل عودتها إلى دبلن في عام 1981.
في عام 1988 ، بالتعاون مع جون توومي، أسست شركة أودونيل وتومي في دبلن. فازت شيلا بالعديد من الجوائز الوطنية بما في ذلك ميدالية داونز من الجمعية المعمارية في أيرلندا في سبع مناسبات منذ عام 1988 وميدالية RIAI الذهبية في عام 2000. ومثلت أيرلندا مرتين في بينالي فينيسيا للهندسة المعمارية (2004 و 2008) وتم ترشيحها للعديد من الجوائز الأوروبية. نتيجة لمشاركتها مع مجموعة صغيرة من المهندسين المعماريين المهتمين بتطوير مركز دبلن في أوائل الثمانينات، ساعدت في إنشاء معرض "Blue Studio Architecture". ونتيجة لذلك، في عام 1991 ، أصبحت مديرة مجموعة مكونة من 91 مهندس معماري والذين فازوا في مسابقة الإطار المعماري لتطوير حانة تيمبل في دبلن. تم نشر هذا العمل في عام 1998.
وقد تميزت أعمال أودونيل الأخيرة باستخدام الدراسات المائية التي تم عرضها في الأكاديمية الملكية للفنون في لندن وفي الأكاديمية الملكية في دبلن في هايبرنيان. وتشارك حاليا في تصميم مركز للطلاب في كلية لندن للاقتصاد ومبنى لمعرض المصورين في سوهو. تركز أودونيل بشكل أساسي في عملها على الإسكان والمدارس والمؤسسات الثقافية في دبلن بما في ذلك معهد الأفلام الايرلندي (1992) ومدرسة رانيلاغ (1998). وفي الآونة الأخيرة، وبالتعاون مع وزارة التعليم الأيرلندية، عملت أودونيل على تصميم مدرسة شيري أوركارد، وهو مشروع تجريبي للمدارس الابتدائية للمجتمعات المحرومة. وقد حصلت على العديد من الجوائز ونشرت من قبل منظمة التعاون الاقتصادي والتنمية كمبنى تعليمي نموذجي.
شيلا أودونيل هي أيضًا محاضرة في كلية دبلن الجامعية، وكانت معلمة وناقدة زائرة في مدارس الهندسة المعمارية في اليابان وفنزويلا والولايات المتحدة، بما في ذلك جامعة برنستون، جامعة ولاية ميشيغان، جامعة بافالو، جامعة ييل، جامعة كولومبيا، جامعة سيراكيوز. في عام 2010 ، تم انتخابها كزميلة فخرية في المعهد الأمريكي للمهندسين المعماريين. وهي أيضًا مدققة خارجية لقسم الهندسة المعمارية ب جامعة كامبريدج وللمؤسسة المعمارية في لندن.

## جوائز
- تم انتخابها كزميلة فخرية في عام 2010.[5]
- في عام 2013 ، تم تعيينها في القائمة المختصرة لجائزة «مهندس المرأة للعام» للمهندسين المعماريين.[6]
- في عام 2015 ، فاز شركة أودونيل وتومي بميدالية RIBA الملكي الذهبية لعام 2015 ، وهي أرقى جائزة معمارية في العالم.[7]

## كتبها
- أودونيل تومي (شارك في التأليف جون توومي) ، مطبعة برينستون المعمارية، 2006 ، (ردمك 978-1-568-98601-2)

## وصلات خارجية
- O’Donnell + Tuomey Architects website